# Wehr, Baden-Württemberg
Wehr, Baden-Württemberg är en stad i Landkreis Waldshut i regionen Schwarzwald-Baar-Heuberg i Regierungsbezirk Freiburg i förbundslandet Baden-Württemberg i Tyskland.